# Essex Fells
Essex Fells är en kommun (borough) i Essex County i New Jersey. Vid 2020 års folkräkning hade Essex Fells 2 244 invånare.